# Pianeta terrestre

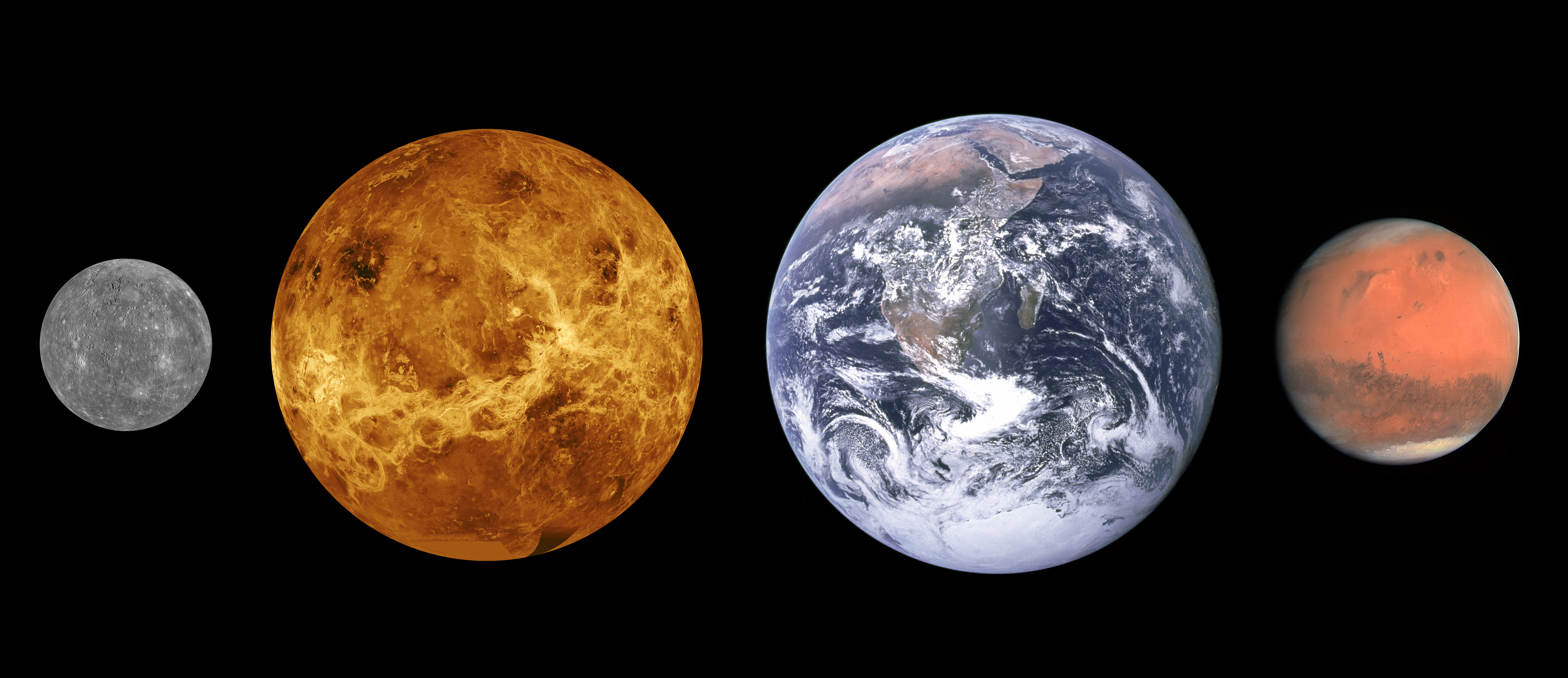
I quattro pianeti rocciosi del Sistema solare in un fotomontaggio che ne rispetta le proporzioni dei diametri ma non le distanze. Da sinistra a destra: Mercurio, Venere, la Terra e Marte.

Un pianeta terrestre (detto anche pianeta roccioso o pianeta tellurico) è un pianeta composto perlopiù da roccia e metalli. Il termine deriva direttamente dal nome del nostro pianeta, Terra, ed è stato adottato per indicare i pianeti del sistema solare interno in contrapposizione ai pianeti del sistema solare esterno detti giganti gassosi (o pianeti gassosi), che invece sono pianeti privi di una superficie solida, composti da una combinazione di idrogeno, elio e acqua in varie combinazioni di gas e liquido.

## Struttura

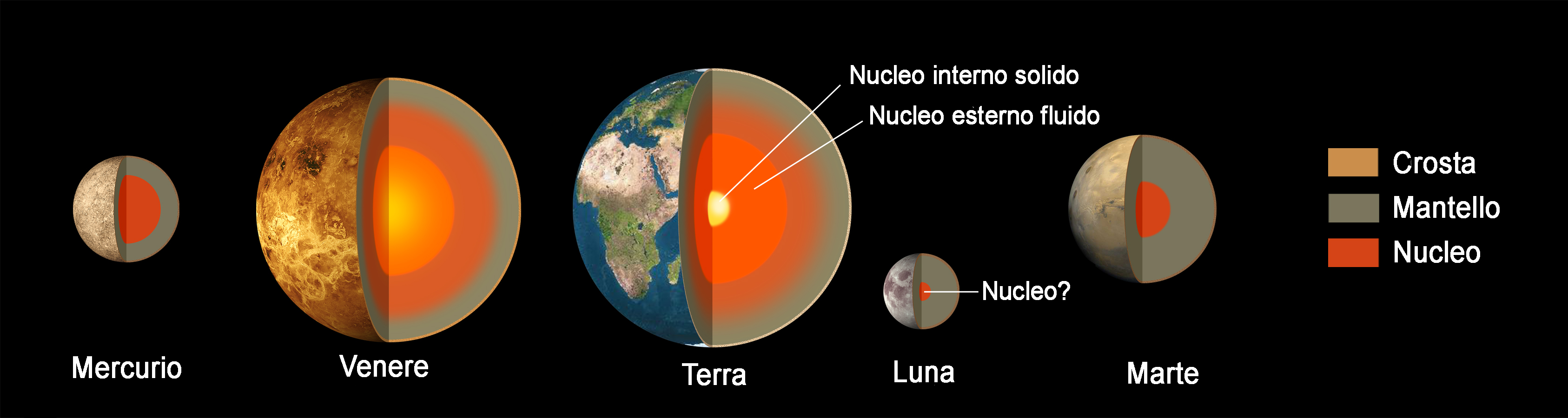
La struttura interna dei pianeti terrestri e della Luna.

I pianeti terrestri hanno sempre la stessa struttura generale: un nucleo centrale metallico, per la maggior parte di ferro, con un mantello di silicati, e possibilmente una crosta. La Luna è simile, ma potrebbe non avere un nucleo ferroso. Sulla superficie dei pianeti terrestri è possibile individuare strutture comuni come gole, crateri, montagne e vulcani. Infine, i pianeti terrestri posseggono atmosfere secondarie - atmosfere che sono originate da gas liberati per effetto del vulcanismo interno o in seguito ad impatti con corpi cometari - in opposizione ai giganti gassosi, che posseggono atmosfere primarie - atmosfere catturate direttamente dalla nebulosa solare originaria.
Teoricamente, sono previste due tipologie di pianeti terrestri, una dominata dai composti del silicio e l'altra dai composti del carbonio. I pianeti del Sistema solare appartengono tutti alla prima classe e solo alcuni asteroidi, le condriti carbonacee, sono caratterizzati da una composizione che li accomuna alla seconda categoria.
Secondo quanto ipotizzato da Marc Kuchner e colleghi, i pianeti di carbonio potrebbero formarsi in un disco protoplanetario ricco di tale elemento o povero di ossigeno. Attorno ad un nucleo di ferro, si formerebbe un mantello di carburi e probabilmente grafite, entro cui, qualora le condizioni di pressione fossero rispettate, potrebbe formarsi uno strato ricco di diamanti. Il pianeta potrebbe essere circondato da un'atmosfera secondaria, ricca di composti del carbonio.

## Pianeti terrestri del Sistema solare

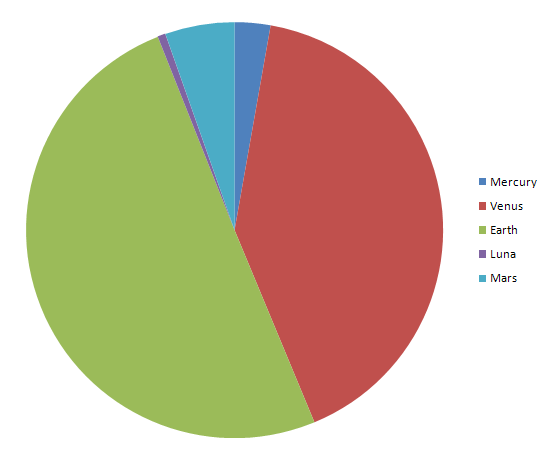
Diagramma che mostra il rapporto tra la massa posseduta dai singoli pianeti terrestri e dalla Luna rispetto alla loro massa complessiva.

Il Sistema solare conta quattro pianeti terrestri: Mercurio, Venere, la Terra e Marte. È probabile che un tempo ne esistessero altri, ma la maggior parte sono stati espulsi dal Sistema tramite effetti fionda gravitazionali, o distrutti in seguito ad impatti. Si conosce un solo pianeta terrestre, la Terra, con un'idrosfera attiva.
I pianeti terrestri si trovano nella porzione interna del Sistema. Ciò non è un caso, infatti la maggiore temperatura, dovuta alla vicinanza del Sole, ha fatto sì che i componenti più leggeri delle loro atmosfere primitive (idrogeno ed elio) si disperdessero nello spazio, raggiungendo la velocità di fuga dal pianeta. La loro posizione determina inoltre temperature superficiali relativamente alte e moti di rivoluzione più veloci rispetto ai pianeti giganti del Sistema solare esterno, mentre quelli di rotazione sono più lenti.
Sono inoltre accomunati dall'assenza o basso numero di satelliti naturali e da dimensioni relativamente piccole (meno di 15 000 chilometri di diametro).
La Luna, Io ed Europa sono composte principalmente da roccia e sono considerati corpi di tipo terrestre, sebbene non pianeti dal momento che non orbitano direttamente attorno al Sole. La radiazione emessa da Giove in formazione deve aver riscaldato un'estesa porzione del disco circumgioviano, determinando una composizione prevalentemente rocciosa per le due lune, nonostante la loro formazione oltre il limite della neve (frost line) del Sistema solare.
Secondo alcuni astronomi anche Cerere è un significativo corpo di tipo terrestre, sebbene non soddisfi le condizioni dinamiche perché possa essere considerato un pianeta. Altri, invece, guidati soprattutto dal valore della sua densità, suggeriscono che possa presentare maggiori affinità con alcuni satelliti dei giganti gassosi. La missione Dawn della NASA che ha visitato Cerere nel 2015 ha raccolto dati che permettono di fare luce anche su questo aspetto.
La maggior parte degli asteroidi ha una composizione simile a quella dei pianeti rocciosi, ma non presentano una forma sferica, né hanno subito un processo di differenziazione interna e non rientrano dunque nella lista dei corpi di tipo terrestre.
Infine, i corpi come Plutone, Ganimede e Titano (alcuni studiosi includono nella lista anche Europa, considerato come un oggetto al limite tra le due categorie) presentano numerose caratteristiche che li accomunano ai pianeti terrestri, tra cui una superficie solida e una sottile atmosfera, ma sono composti principalmente da ghiacci di sostanze volatili e roccia (come indicano i valori della densità, tipicamente compresi tra 1,5 e 2 g/cm³) perché si sono formati oltre il limite della neve del Sistema solare. Nonostante la differente composizione e struttura interna, alcuni astronomi li considerano corpi di tipo terrestre, altri hanno proposto classificazioni e designazioni alternative; tra queste nana di ghiaccio, che non è stata accolta dall'Unione Astronomica Internazionale.

### Andamento delle densità

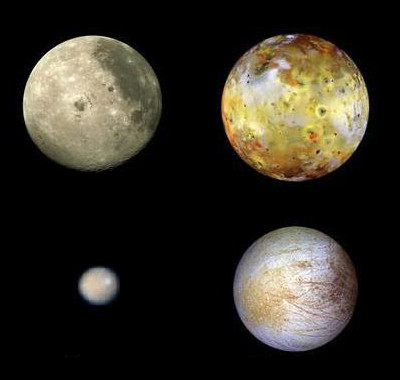
Alcuni corpi non planetari di tipo roccioso del Sistema solare: la Luna, Io, Europa e Cerere. L'inserimento di Cerere nella lista è messo in discussione da alcuni studiosi.

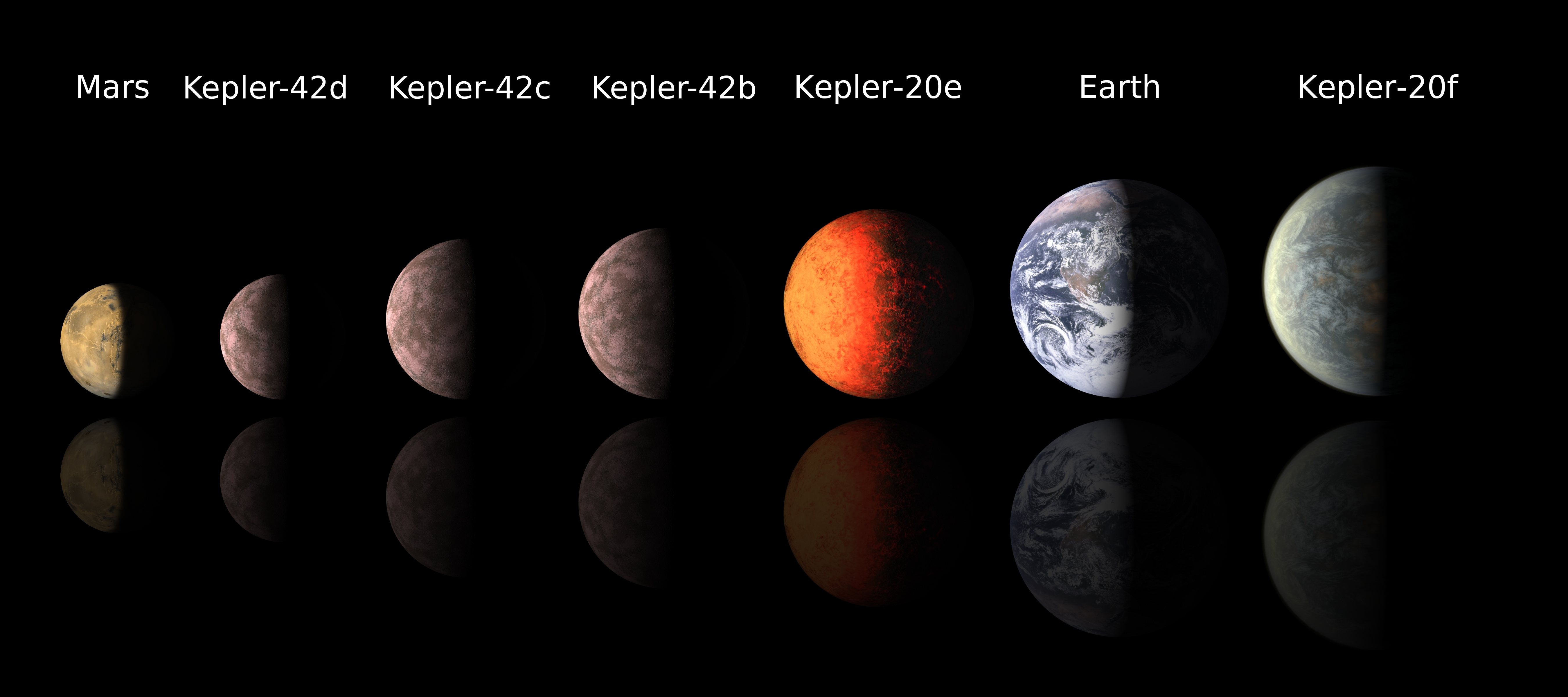
La Terra e Marte comparati con i pianeti dei sistemi di Kepler-20 e Kepler-42, i primi esopianeti scoperti delle dimensioni della Terra

Confrontando la densità del corpo "non compresso" (o densità ridotta) dei pianeti terrestri del Sistema solare, di Cerere e degli altri due più grandi asteroidi del Sistema, con il valore del semiasse maggiore dell'orbita, si osservano valori inferiori per la densità all'aumentare della distanza dal Sole.
La principale eccezione a tale regola è rappresentata dalla densità della Luna, inferiore al valore atteso. Ciò è dovuto all'anomalo processo che ha condotto alla sua formazione. Nella tabella sono riportati per completezza anche i dati relativi ad Io ed Europa. È ancora da verificare se questo andamento è valido anche per i pianeti extrasolari.
| corpo celeste | massa (M⊕) | raggio medio (R⊕) | densità media (g/cm³) | densità ridotta (g/cm³) | semiasse maggiore (UA) | temperatura (K) | pressione atmosferica (bar) |
| ------------- | ---------- | ----------------- | --------------------- | ----------------------- | ---------------------- | --------------- | --------------------------- |
| Mercurio      | 0,053      | 0,3825            | 5,4                   | 5,3                     | 0,39                   | 440             | 0,005                       |
| Venere        | 0,815      | 0,9488            | 5,2                   | 4,4 - 3,95              | 0,72                   | 737             | 92                          |
| Terra         | 1          | 1                 | 5,5                   | 4,4 - 4,03              | 1,0                    | 288/323         | 1                           |
| Luna          | 0,012      | 0,2726            | 3,3                   | 3,3                     | 1,0                    | 250             | tracce                      |
| Marte         | 0,107      | 0,53226           | 3,9                   | 3,8 - 3,71              | 1,5                    | 148/300         | 0.00636                     |
| Vesta         | 4,5×10−5   | 0,0414            | 3,4                   | 3,4                     | 2,3                    | 82/255          | assente                     |
| Pallade       | 3,6×10−5   | 0,0417            | 2,8                   | 2,8                     | 2,8                    | 165             | tracce                      |
| Cerere        | 1,59×10−4  | 0,076             | 2,1                   | 2,1                     | 2,8                    | 167             | assente                     |
| Europa        | 0,008      | 0,2460            | 3,96                  | 3,96                    | 5,2                    | 103             | 0,00000000001               |
| Io            | 0,015      | 0,2845            | 3,55                  | 3,55                    | 5,2                    | 130             | tracce                      |

## Pianeti terrestri extrasolari
È per il momento estremamente difficile osservare pianeti terrestri in orbita attorno ad altre stelle, perché sono troppo piccoli e vicini alla loro stella. Tutti i pianeti extrasolari trovati sono in larga parte giganti gassosi, mentre quelli rocciosi rientrano nella definizione di "Super Terra", ben più grandi di un pianeta simile alla Terra propriamente detto. Sono però in fase di sviluppo numerosi nuovi telescopi che dovrebbero poter risolvere anche pianeti di tipo terrestre.
Pianeti con dimensioni paragonabili a quelle della Terra furono scoperti per la prima volta attorno alla pulsar PSR B1257+12A. Quando invece fu scoperto 51 Pegasi b, il primo pianeta in orbita a una stella di sequenza principale, si pensava che potesse essere una enorme Terra; essendo vicinissimo alla sua stella madre gli astronomi credevano che un gigante gassoso non avrebbe potuto esistere o almeno restare tale. Tuttavia, la successiva scoperta di altri pianeti simili, dei quali si è potuta stimare sia la dimensione che la massa, hanno dimostrato che oggetti simili erano veramente giganti gassosi. Si dovette attendere fino al 2005 per scoprire la prima super-Terra, Gliese 876 d, con una massa meno di 10 volte superiore a quella del nostro pianeta, e che orbitava in appena due giorni attorno a una piccola nana rossa. Il raggio del pianeta tuttavia non era conosciuto, in quanto era stato scoperto con il metodo della velocità radiale. Quando fu scoperto il sistema planetario di Gliese 581, con una super-Terra all'interno della zona abitabile, gli scienziati cominciarono a puntare le ricerche in particolar modo ai pianeti terrestri posti alla giusta distanza della propria stella madre, che potessero avere somiglianza con la Terra non solo nelle dimensioni, ma anche nelle condizioni atmosferiche e superficiali.
La Missione Kepler, iniziata nel 2006, ha come obiettivo la ricerca di pianeti terrestri attorno a stelle simili al Sole, osservando i loro transiti davanti alla stella madre. Il telescopio spaziale Kepler ha scoperto molti pianeti con dimensioni simili alla Terra, con raggi di poco superiori, e in alcuni casi, ha individuato perfino pianeti più piccoli della Terra, come quelli che orbitano attorno a Kepler-42 o Kepler-20 e, il primo esopianeta scoperto più piccolo della Terra che orbita attorno a una stella di tipo solare.
Nella lista sottostante, sono elencati alcuni dei pianeti che, per raggio e massa, sono più simili al nostro pianeta. Nella lista non sono compresi quelli della pulsar PSR B1257+12A, così come sono esclusi quelli orbitanti attorno Kepler-70, in quanto essi, seppur di dimensioni terrestri, altro non sono che i nuclei di giganti gassosi, evaporati durante la fase di gigante rossa della propria stella, o i cui strati più esterni sono stati spazzati via, nel caso della pulsar, dall'esplosione in supernova della stella morente.
| Nome pianeta | Distanza (a.l.) | Massa (M⊕)     | Raggio (R⊕) | Scoperta | Note                                                            |
| ------------ | --------------- | -------------- | ----------- | -------- | --------------------------------------------------------------- |
| CoRoT-7 b    | 489             | 8,0 ± 1,2      | 1,58        | 2009     | Molto vicino alla stella; ha un periodo orbitale di sole 20 ore |
| Gliese 581 e | 20,5            | >1,7           | -           | 2009     | Uno dei meno massicci conosciuti                                |
| Kepler-10 b  | 564             | 4,6            | 1,4         | 2011     | Temperatura superficiale oltre i 1800 K                         |
| Kepler-20 e  | 945             | da 0,39 a 1,67 | 0,87        | 2011     | Temperatura superficiale oltre i 1000 K                         |
| Kepler-20 f  | 945             | da 0,66 a 3,04 | 1,03        | 2011     | Temperatura superficiale: 700 K                                 |
| Kepler-36 b  | 1425            | 4,28           | 1,51        | 2011     | [ 25 ]                                                          |
| Kepler-37 b  | 215             | >0,01          | 0,303       | 2013     | Al 2013, il pianeta più piccolo e meno massiccio conosciuto.    |
| Kepler-37 c  | 215             | -              | 0,742       | 2013     |                                                                 |
| Kepler-42 c  | 126             | >1,91          | 0,73        | 2012     | [ 27 ]                                                          |
| Kepler-42 b  | 126             | >2,86          | 0,78        | 2012     | [ 27 ]                                                          |
| Kepler-42 d  | 126             | >0,95          | 0,57        | 2012     | Tra i più piccoli esopianeti conosciuti.                        |
| Kepler-54 c  | 1065            | 1,53           | 1,23        | 2012     | [ 28 ]                                                          |
| Kepler-59 b  | 2648            | 1,22           | 1,1         | 2012     | [ 29 ]                                                          |
| Kepler-65 b  | 804             | -              | 1,42        | 2012     | [ 30 ]                                                          |
| Kepler-68 c  | 440             | 4,8            | 0,95        | 2012     | [ 31 ]                                                          |
| Kepler-69 c  | 1034            | -              | 1,54        | 2013     | Orbita all'interno della zona abitabile                         |
| Tau Ceti e * | 11,8            | 4,3            | -           | 2012     | Orbita all'interno della zona abitabile                         |

* Non ancora confermati.

## Tipi di pianeti terrestri

Raffronto tra le diverse dimensioni che pianeti di massa pari a quella della Terra o cinque volte tale valore assumerebbero in funzione della loro composizione.
Legenda: Fe – pianeta ferroso; SiO_{2} – pianeta di silicati; C – pianeta al carbonio; H_{2}O – pianeta oceano; CO – pianeta di monossido di carbonio; H – pianeta di idrogeno (nano gassoso).

Sono state proposte da vari gruppi di scienziati diversi tipi di pianeti terrestri, in base alle loro caratteristiche:
Pianeta di silicio
Come la Terra e gli altri pianeti interni del sistema solare, sono costituiti da un mantello di silicati con un nucleo metallico.
Pianeta di ferro
Un tipo di pianeta ipotizzato e costituito principalmente da ferro. Hanno un raggio minore rispetto agli altri pianeti terrestri di massa comparabile a quella della Terra. Mercurio è il pianeta più somigliante a questo tipo, avendo un nucleo ferroso che costituisce il 60-70% della massa totale del pianeta.
Pianeta senza nucleo
Un ipotetico tipo di pianeti costituiti interamente da un mantello roccioso a base di silicati ma privo di un nucleo metallico.
Pianeta di carbonio (chiamato anche «pianeta di diamanti»)
Tipo di pianeta teorico costituito prevalentemente di minerali a base di carbonio. Nel sistema solare non esistono pianeti al carbonio, ma solo asteroidi carboniosi.
Super Terra
Grossi pianeti rocciosi con masse intermedie tra quella terrestre e quella di Nettuno. Il limite di massa superiore, oltre il quale un pianeta sarebbe probabilmente un gigante gassoso, è considerato attorno alle 10 M⊕.